# Femme d'Alger
Femme d'Alger – ou Odalisque – est un tableau réalisé par le peintre français Auguste Renoir en 1870. Cette huile sur toile de format horizontal représente une jeune femme vêtue à l'orientale allongée contre un coussin blanc dans un intérieur décoré. Son modèle est Lise Tréhot, qui figure ici en odalisque algéroise. Exposée au Salon de peinture et de sculpture en 1870 à Paris, l'œuvre passe ensuite entre les mains de Paul Rosenberg. Léguée en 1963, elle est conservée à la National Gallery of Art, à Washington, aux États-Unis.